# Владімір Шміцер
Владі́мір Шмі́цер (чеськ. Vladimír Šmicer; *24 травня 1973, Дечин) — в минулому чеський футболіст, півзахисник. Виступав за французький «Ланс», англійський «Ліверпуль» і збірну Чехії. Після завершення кар'єри гравця став тренером національної збірної.

## Клубна кар'єра

### Початок кар'єри
Свій шлях Шміцер починав у футбольних школах «Вернержице» та «Ковостроя», а пізніше привернув до себе увагу селекціонерів «Славії». До 1996 року він виступав за пражан, а потім перебрався до французького «Лансу», де став одним з головних творців успіху команди, що стала чемпіоном країни в 1998 році, забивши того сезону 7 голів. За рік він виграв разом з клубом Кубок Ліги і того ж літа перейшов до «Ліверпуля», який тоді тренував французький спеціаліст Жерар Ульє.

### Ліверпуль
В «Ліверпулі» Шміцер дебютував у матчі проти «Шеффілд Венсдей» на «Хіллсборо» 7 серпня 1999 року. Гра завершилась перемогою гостей з рахунком 2:0, а сам Владімір справив дуже гарне враження. Однак розвитку його кар'єри заважали постійні травми, які переслідували футболіста. Тим не менше, він допоміг команді оформити «требл» у 2001 році, коли «Ліверпуль» виграв Кубок Ліги, Кубок Англії і Кубок УЄФА. В фіналі Ліги чемпіонів 2004/2005 років Шміцер, якому напередодні виповнилось 32 роки, на 23-й хвилині вийшов на поле замість травмованого Гаррі К'юелла. Його появу вболівальники «Ліверпуля» зустріли невдоволеним гулом, оскільки схильного до травм нестабільного Шміцера багато з них вважали «зайвим» у команді. За час, що залишався до перерви «Ліверпуль», який вже поступався «Мілану» з рахунком 0:1, пропустив ще два голи, однак у другому таймі ситуація кардинально змінилася, і «червоні» зуміли за шість хвилин відіграти відставання в три м'ячі. Другий гол «Ліверпуля» ударом здалеку в лівий кут воріт Діди забив саме Шміцер. Основний та додатковий час матчу завершились внічию, а в серії пенальті сильнішим виявився «Ліверпуль», вигравши п'ятий Кубок Чемпіонів за свою історію. Для Владіміра Шміцера цей матч став останнім за «Ліверпуль» — влітку 2005 року він перейшов у «Бордо».

### Травми та завершення кар'єри
Як у «Бордо», так і у «Славії», до якої Шміцер повернувся в липні 2007 року, гравець рідко виходив на поле через травми, які переслідували його. Проте, з «Бордо» в 2007 році чеський півзахисник став володарем ще одного французького Кубка Ліги. 9 листопада 2009 року Шміцер повідомив про завершення кар'єри футболіста.

## Національна збірна
Шміцер був одним з ключових гравців збірної Чехії, яка брала участь у Чемпіонатах Європи 1996, 2000 і 2004 років. На кожному з цих турнірів він відзначався забитими м'ячами — досягнення, яке досі ніхто не зміг повторити. У складі збірної став віце-чемпіоном Європи 1996 року.

## Тренерська діяльність
В листопаді 2009 року Владімір Шміцер був призначений головним тренером збірної Чехії.

## Досягнення

### Славія
- Чемпіон Чехії (3): 1996, 2008, 2009

### Ланс
- Чемпіон Франції (1): 1998
- Володар Кубка Ліги (1): 1999

### Ліверпуль
- Володар Кубка Чемпіонів (1): 2005
- Володар Кубка Англії (1): 2001
- Володар Кубка УЄФА (1): 2001
- Володар Кубка Ліги (2): 2001, 2003
- Володар Суперкубка УЄФА (1): 2001
- Володар Суперкубка Англії (1): 2001

### Бордо
- Володар Кубка Ліги (1): 2007

### Збірна Чехії
- Срібний призер Чемпіонату Європи (1): 1996
- Бронзовий призер Чемпіонату Європи (1): 2004

## Виноски
1. ↑  Шміцер завершив ігрову кар'єру [Архівовано 13 листопада 2009 у Wayback Machine.] (рос.)
2. ↑  
Фан-сайт «Ліверпуля». Архів оригіналу за 9 липня 2013. Процитовано 13 листопада 2009. (рос.)